# Asarum lemmonii
Asarum lemmonii е вид растение от семейство Копитникови (Aristolochiaceae). Видът е незастрашен от изчезване.

## Разпространение
Растението расте във влажните райони на Сиера Невада (САЩ).

## Описание
Това е пълзящо растение с наситено зелени и сърцевидни листа. Цветовете са малки и чашковидни, червени от външната страна и бели от вътрешната.